# Авангард и китч
«Авангард и китч» (англ. «Avant-Garde and Kitsch») — эссе американского арт-критика Клемента Гринберга, впервые опубликованное в 1939 году в левом троцкистском журнале «Partisan Review», принесшее автору широкую известность. Принадлежит к классике художественной критики XX века.
В эссе раскрывается, как современная Гринбергу эпоха в рамках одной культурной традиции сочетает в себе два несоразмерных и противостоящих друг другу явления культуры — авангард и китч. Авангард при этом преподносится как локомотив подлинного искусства, а китч — как пагубная для искусства сила, вторгшаяся во все сферы жизни.

## Содержание работы

### Авангард
Гринберг прослеживает истоки авангардной культуры, обнаруживая их в стремлении выйти за пределы александризма (сложившейся на протяжении веков культурной традиции со своими канонами, ценностями и незыблемым стилем) и критическом осмыслении истории. Для Гринбера авангард – новое дыхание в искусстве и главная надежда, способная преодолеть упадок искусства.

...подлинная и важнейшая функция авангарда заключалась не в «экспериментировании», а в нахождении пути, следуя по которому можно было обеспечивать движение культуры в условиях идеологического смятения и насилия.
Авангард поначалу был демонстративно аполитичен, однако без моральной поддержки революционно настроенных политических сил ему бы не хватило смелости громко заявить о себе и самоутвердиться. В то же время финансовая зависимость от буржуазного общества не позволяла художникам и поэтам окончательно порвать связь с капиталистическим рынком. Однако как только авангарду удалось отстраниться от общества и превратиться в богему, он сразу стал позиционировать себя вне буржуазных или революционных сил. Художники создавали свои произведения для художников, поэты – для поэтов, и в конечном счете это привело к тому, что многие из тех, кто ранее был поклонником передового искусства, оказался выброшенным из современного культурного контекста.
Авангардисты постоянно находились в процессе поиска некоего абсолюта, в котором все относительности и противоречия либо нашли бы свое разрешение, либо утратили смысл. Так появилось на свет «искусство ради искусства» и «чистая поэзия», нашедшие свое воплощение в абстрактном искусстве и беспредметной поэзии.
По своей сути художники-авангардисты и поэты-авангардисты оказываются имитаторами основополагающих правил и процессов искусства и литературы. Но так как искусство и литература, в свою очередь, имитирует действительность, творчество авангардистов можно назвать имитацией имитации.

### Китч
В оппозицию к авангардному искусству Гринберг ставит феномен китча – рассчитанного на массы коммерческого искусства с присущим ему колористкой, журнальными обложками, иллюстрациями, рекламой, поп-музыкой, голливудскими фильмами и проч.
Китч – типичный продукт индустриальной революции. Зародившись в урбанизированной Америке и Западной Европе, он проник в самые отдаленные уголки планеты и стал первой в истории универсальной культурой. Глянцевые журналы, календари и безделушки, очутившись в руках у индусов и полинезийцев, подавили самобытную этническую культуру.
Зарождение китча произошло тогда, когда крестьяне переселились в большие города и впоследствии стали пролетариями или мелкой буржуазией. Они научились читать и писать, но, не обретши досуга и комфорта, столкнулись со скукой, которую необходимо было чем-то заполнить. С этим запросом они обратились к рынку – и рынок им предоставил суррогат культуры, способный удовлетворить жажду тех, кто испытывал духовный голод, но был невосприимчив к произведениям подлинной культуры.
В отличие от элитарного авангардного искусства, китч вездесущ, он заполнил все рынки, магазины, улицы и квартиры. Огромная доходность, приносимая китчем, нередко является соблазном для авангардных писателей и художников, заставляя их сойти с рельсов подлинного искусства и скатиться в откровенный китч.
Популярность китча во многом обусловлена простотой распознавания его посыла. Для потребителя китча не составит труда мгновенно и без интеллектуальных усилий идентифицировать изображенное, смыслы которого примитивны и самоочевидны.
Паразитический характер китча явственно проявляется в том, что он открыто пользуется открытиями, обретениями, темами, приемами, трюками предшествующих культурных традиций.

Китч механистичен и действует по формулам. Китч – это подменный опыт и поддельные чувства. Китч в своих изменениях следует стилю, но при этом всегда остается равным себе. Китч – воплощение всей той фальши, что есть в современной жизни. Китч как будто не требует от своих потребителей ничего, кроме денег; он не требует от своих потребителей даже времени.
Китч вторгается в очень важную область искусства – область эстетических ценностей. На каждом этапе развития цивилизации существовало вполне определённое и устойчивое представление о том, что обладает художественной ценностью, а что её лишено, однако китч эту границу стирает.
Ссылаясь на статью Дуайта Макдоналда, Гринберг указывает на то, что за последнее десятилетие в СССР китч превратился не просто в официальную культуру, но и в культуру наиболее популярную. Гринберг полагает, что китч сам по себе, без вмешательства государственной идеологии, необычайно притягателен и заразен для невзыскательных любителей искусства. Однако Макдоналд возлагает ответственность за падение вкусов на систему советского образования:

«Почему, в конце концов, невежественные крестьяне должны отдавать предпочтение Репину (ведущему представителю академического китча в русской живописи), а не Пикассо, чья абстрактная техника имеет, по меньшей мере, такую же тесную связь с их собственным народным искусством? Нет, если массы заполняют Третьяковку (московский музей современного русского искусства – искусства китча), то, главным образом, потому, что их сформировали, запрограммировали таким образом, что они шарахаются от "формализма" и восхищаются "социалистическим реализмом".»
Иерархическая модель Гринберга, воспевающая авангард и принижающая китч, распространяется как на авторов произведений искусства, так и на их зрителей, слушателей и читателей. Гринберг вслед за Макдоналдом позволяет себе смелые реплики в адрес живописи Репина, называя ее «искусством более низкого уровня». Также Гринберг разделяет зрителей на развитых в культурном отношении созерцателей искусства и «крестьян», получающих удовольствие от китча. Этот разрыв есть социальный разрыв, существовавший всегда, только раньше место китча занимала народная культура.